# Acer pulchrum
Acer pulchrum é uma espécie de árvore do gênero Acer, pertencente à família Aceraceae.